# 171 Черниговский ремонтный завод

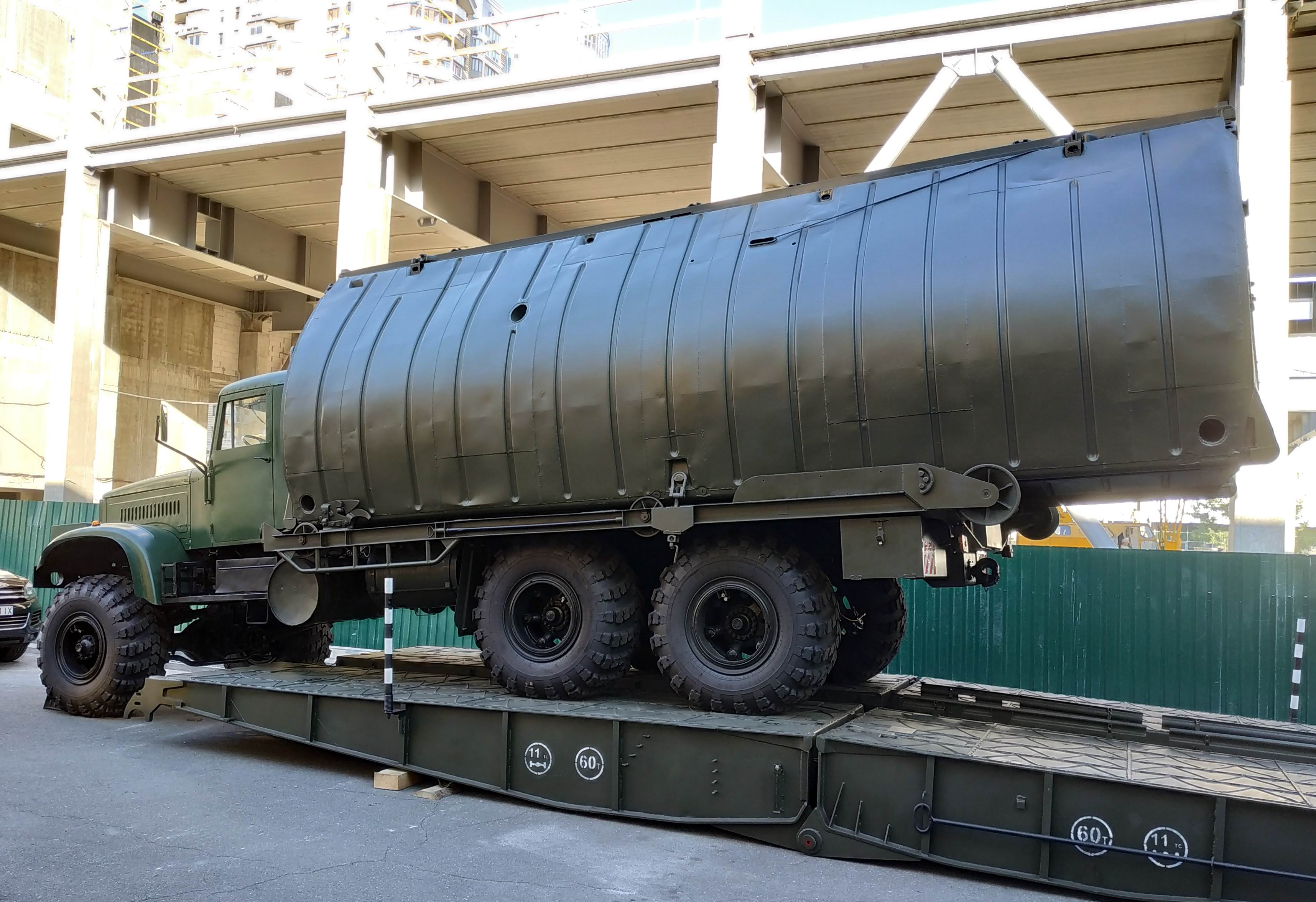
Понтонно-мостовой парк на шасси КрАЗ-255 после капитального ремонта в экспозиции завода. Выставка «Зброя та безпека», Киев, октябрь 2018 г.

171 Черниговский ремонтный завод (укр. 171 Чернігівський ремонтний завод) — государственное предприятие военно-промышленного комплекса Украины, которое осуществляет диагностику, ремонт и техническое обслуживание специальной автомобильной техники советского производства.

## История
После провозглашения независимости Украины, завод был передан в ведение министерства обороны Украины.
В 1990е годы завод пришёл в упадок — из пяти цехов предприятия остался один, часть оборудования была сдана в металлолом, заводская котельная была продана.
16 июля 1997 года было зарегистрировано государственное предприятие «171 Черниговский ремонтный завод».
В 1999 году завод был внесён в перечень предприятий военно-промышленного комплекса Украины, освобождённых от уплаты земельного налога (размер заводской территории составлял 17,59 га).
До 2000 года завод входил в перечень предприятий, имевших стратегическое значение для экономики и безопасности Украины.
После создания в 2005 году государственного концерна «Техвоенсервис», завод был включён в состав концерна.
В 2008 году завод осуществлял ремонт:
- авиационных передвижных агрегатов на шасси ЗИЛ-131 (АПА-50, АПА-80) и Урал-4320 (Урал-АПА-5Д, АПА-100)[1]
- аэродромных вакуумнагнетающих машин на шасси КрАЗ-257 (В-68)[1]
- аэродромных многоцелевых кондиционеров на шасси ЗИЛ-131 (АМК-24/56)[1]
- аварийных тормозных установок АТУ-2М[1]
- тепловой машины ТМ-59МГ[1]
- аэродромных электромоторов-генераторов АЕМГ-50М и АЕМГ-60/30М[1]
- воздухоинструментальных, вакуумнагнетающих, уборочных машин В-68-250 и В-65М[1]

Начавшийся в 2008 году экономический кризис осложнил положение предприятия, началось сокращение численности работников, к началу ноября 2008 года были уволены 110 рабочих завода.
После создания в декабре 2010 года государственного концерна «Укроборонпром», в 2011 году завод вошёл в состав концерна.
В октябре 2011 года по результатам проверки деятельности завода было установлено, что в 2009—2010 годы предприятие реализовало основные средства частным предприятиям, физическим лицам-предпринимателям и работникам завода, однако вырученные средства за проданное имущество в размере 987 тыс. гривен, которые должны были пойти в счёт погашения налогового долга, не были перечислены в бюджет.
22 сентября 2012 года был назначен новый директор завода, однако сдача в аренду и продажи имущества предприятия в 2012—2013 гг. продолжались, что ухудшило экономические показатели предприятия.
14 января 2019 года был назначен директором завода Мельник Николай Алексеевич

### После 22 февраля 2014
В 2014 году, после начала боевых действий на востоке Украины, завод впервые после 12-летнего перерыва был привлечён к выполнению военного заказа по восстановлению и ремонту техники для вооружённых сил Украины.
- так, 27 ноября 2014 министерство обороны Украины поручило заводу провести капитальный ремонт двух аэродромных подвижных электроагрегатов АПА-5Д на шасси Урал-4320 для в/ч А0215[11][12]

В мае 2015 года военная прокуратура Черниговского гарнизона Центрального региона Украины потребовала вернуть в государственную собственность три объекта недвижимости завода общей площадью 4,5 тыс. м².
14 июля 2015 года завод передал в войска первую единицу отремонтированной техники — прошедший капитальный ремонт подъёмный кран КС-3572 на шасси КрАЗ-255Б. Сообщается, что министерство обороны Украины уже передало на завод ещё пять требующих ремонта армейских грузовиков КрАЗ.
29 сентября 2015 Высший хозяйственный суд Украины запретил осуществлять отчуждение какого-либо имущества завода.
В июне 2016 года министерство обороны Украины выделило заводу 3 885 360 гривен на ремонт одного тяжёлого механизированного моста ТММ-3М. 11 октября 2016 на проходившей в Киеве выставке вооружения «Зброя і безпека-2016» завод представил мост ТММ-3М на шасси КрАЗ-6322. Сообщается, что этот демонстрационный образец инженерной техники успешно прошёл заводские испытания и должен быть передан в одно из инженерных подразделений вооружённых сил Украины.
Помимо выполнения военного заказа, в 2016 году завод начал ремонт техники гражданских заказчиков.
16 ноября 2016 года завод передал в вооружённые силы Украины ещё одну партию техники. Директор завода Г. Манойло сообщил в интервью, что за последние три месяца завод восстановил, модернизировал и передал в войска четыре грузовика КрАЗ-260, составлявшие комплект тяжёлого моста.
В начале 2017 года директор завода Г. Манойло выступил с сообщением, что завод освоил производство тяжёлого механизированного моста (который может быть установлен на шасси трёхосного грузовика КрАЗ), 10 октября 2017 мост ТММ-3М на шасси КрАЗ-6446 был представлен на выставке «Зброя та безпека-2017».
1 октября 2018 года было объявлено о намерении передать завод в ведение Фонда государственного имущества Украины для последующей приватизации.
16 апреля 2021 года (в соответствии с постановлением Кабинета министров Украины № 1229 от 9 декабря 2020 г.) завод был выведен из состава ГК «Укроборонпром» и передан в ведение Фонда государственного имущества Украины как «потерявший значение для обороноспособности страны».

## Современное состояние
Виды деятельности:
1. основной — ремонт и техническое обслуживание других машин и оборудования,
2. техническое обслуживание и ремонт автотранспортных средств,
3. предоставление в аренду и эксплуатацию собственного или арендованного недвижимого имущества,
4. ремонт и техническое обслуживание готовых металлических изделий
5. ремонт и техническое обслуживание электрического оборудования
6. ремонт и техническое обслуживание других транспортных средств